# Grammangis
Grammangis Rchb.f., 1860 è un genere di piante della famiglia delle Orchidacee, endemico del Madagascar.

## Tassonomia
Il genere Grammangis appartiene alla sottofamiglia Epidendroideae (tribù Cymbidieae, sottotribù Eulophiinae).
Comprende 2 specie:
- Grammangis ellisii (Lindl.) Rchb.f., 1860
- Grammangis spectabilis Bosser & Morat, 1969